# The Illusionist - L'illusionista
The Illusionist - L'illusionista (The Illusionist) è un film del 2006 diretto da Neil Burger. È tratto dal racconto breve Eisenheim the Illusionist, scritto dal vincitore del premio Pulitzer Steven Millhauser.

## Trama
Vienna, capitale dell'Impero austro-ungarico, 1889. L'illusionista Eisenheim viene arrestato dall'ispettore capo della polizia Walter Uhl durante uno spettacolo di magia che coinvolge la necromanzia. Più tardi, Uhl spiega la storia della vita di Eisenheim al principe ereditario Leopold.
Eisenheim era nato da un ebanista e si era interessato sin da giovane alla magia. Si era innamorato di Sophie, la duchessa von Teschen, ma ai due era stato proibito di vedersi perché lui era una persona comune. Avevano continuato a incontrarsi di nascosto, ma erano stati catturati e separati con la forza. Eisenheim aveva studiato la magia viaggiando per il mondo e quindici anni dopo era tornato a Vienna per esibirsi. Durante uno spettacolo, incontra l'adulta Sophie e scopre che dovrebbe sposare il principe ereditario Leopold, che, si dice, sia brutale nei confronti delle donne e ne abbia persino uccisa una. Leopold invita Eisenheim a condurre uno spettacolo privato a palazzo. Durante lo spettacolo, Eisenheim umilia il principe ereditario davanti agli ospiti reali; in risposta, gli viene vietato di esibirsi di nuovo a Vienna. Quando Sophie viene ad offrirgli aiuto, fanno l'amore. Eisenheim le chiede di fuggire con lui, ma lei teme che vengano inseguiti e giustiziati. Rivela che il principe ereditario sta pianificando un colpo di stato contro il suo anziano padre, l'imperatore Francesco Giuseppe I.
Al casino di caccia di Mayerling, Sophie cerca di porre fine al suo fidanzamento con Leopold. Il suo corpo viene scoperto la mattina dopo nel Bosco Viennese, il che getta Eisenheim nella disperazione. Compra un teatro e inizia una nuova serie di spettacoli di magia, questa volta incentrati sull'evocazione degli spiriti. Leopold si presenta segretamente ad uno spettacolo, durante il quale Eisenheim evoca lo spirito di Sophie, che dice che qualcuno nel teatro è il suo assassino. Leopold, innervosito, ordina a Uhl di arrestare Eisenheim per frode, ma Eisenheim evita il carcere confessando al pubblico che il suo spettacolo è un'illusione.
Eisenheim è minacciato: se evocherà Sophie nella sua prossima esibizione, sarà imprigionato. Uhl assiste allo spettacolo e, nonostante gli avvertimenti, Eisenheim evoca nuovamente Sophie. Uhl prende d'assalto il palco con i suoi agenti, ma con grande shock del pubblico, Eisenheim si rivela essere uno spirito quando la mano di Uhl lo attraversa.
Uhl rivela a Leopold di aver trovato delle prove, un gioiello della spada di Leopold e il medaglione di Sophie, che potrebbero implicare Leopold nell'omicidio. Uhl ha già informato l'imperatore e lo Stato maggiore asburgico della cospirazione di Leopold per impadronirsi del trono. All'arrivo degli ufficiali della guardia imperiale dell'esercito austro-ungarico, inviati per arrestarlo, Leopold si spara alla testa. Uhl esce e mette il medaglione di Sophie in tasca. Ora non diventerà più capo della polizia come gli aveva promesso Leopold per indurlo a collaborare ma non gli importa, inoltre è deciso a lasciare l'incarico.
Mentre un ragazzo gli si avvicina, viene spintonato da un uomo barbuto con un lungo cappotto. Il ragazzo gli dà un pacco contenente il taccuino di Eisenheim sul trucco dell'Arancio, che Uhl non era riuscito a capire. Chiede al ragazzo chi gli abbia dato il taccuino e il ragazzo risponde "Herr Eisenheim". Si rende conto che la persona che l'ha spintonato ha rubato il medaglione. Insegue l'uomo, ma l'uomo sale su un treno e scappa. Uhl si rende conto che gli spintoni e il taccuino sono un messaggio dell'illusionista e comincia a ripensare agli eventi recenti. Conclude che Sophie ed Eisenheim hanno messo in scena la  morte di lei in modo da poter  essere libera da Leopold. Le sue apparizioni spettrali che non sono altro che fantasmagorie. Uhl ride felice della brillantezza del piano. Lontano, Sophie ed Eisenheim iniziano una nuova vita insieme in una baita su una bellissima montagna. Eisenheim lascia il medaglione di Sophie nel palmo della sua mano.

## Produzione
La sceneggiatura è liberamente ispirata a Eisenheim, l'Illusionista, un racconto breve di Steven Millhauser tratto dal libro Il museo Barnum. 
Consulenza di magia e assistenza tecnica durante la produzione sono stati forniti da James Freedman, Ricky Jay, Michael Weber e Scott Penrose. Il regista Neil Burger ha scritto "Già in pre-produzione, James (Freedman) divenne un importante collaboratore; ideando, progettando e perfezionando tutto, dai piccoli giochi di prestigio con le mani ai grandi pezzi narrativi sul palcoscenico. Ha lavorato con Edward Norton, insegnando come fare gli spettacoli teatrali, e ha agito come una doppia mano in varie scene. Il suo contributo è stato enorme".
La storia originale, su cui si basa il film, non include l'artificio del protagonista che accusa il principe di omicidio. Anche se il film è ambientato in Austria, è stato girato principalmente in Repubblica Ceca. La città di Vienna è rappresentata nel film da Tábor e Praga, mentre le scene ambientate nel villaggio durante l'infanzia di Eisenheim sono stati girati a Český Krumlov. Il castello del principe ereditario è in realtà lo storico castello di Konopiště (che si trova nei pressi di Benešov), dimora dell'arciduca Francesco Ferdinando.

## Riconoscimenti
- 2006 - National Board of Review Awards
  - Migliori film indipendenti
- 2006 - San Diego Film Critics Society Awards
  - Premio Speciale a Edward Norton
  - Miglior fotografia a Dick Pope
- 2006 - Critics' Choice Movie Awards
  - Miglior colonna sonora a Philip Glass
- 2006 - Camerimage
  - Rana d'argento a Dick Pope
- 2006 - Newport Beach Film Festival
  - Miglior recitazione a Jessica Biel
- 2007 - Independent Spirit Awards
  - Candidatura Miglior sceneggiatura a Neil Burger
- 2007 - Premio Oscar
  - Candidatura Miglior fotografia a Dick Pope
- 2007 - American Society of Cinematographers
  - Candidatura Miglior fotografia a Dick Pope
- 2007 - British Society of Cinematographers
  - Candidatura Miglior fotografia a Dick Pope
- 2007 - Costume Designers Guild Awards
  - Candidatura Miglior costumi a Ngila Dickson
- 2007 - Online Film Critics Society Awards
  - Candidatura Miglior colonna sonora originale a Philip Glass
- 2007 - USC Scripter Awards
  - Candidatura Miglior sceneggiatura a Neil Burger e Steven Millhauser
- 2007 - Zurich Film Festival
  - Candidatura Occhio d'oro a Neil Burger

## Colonna sonora
Musiche di Philip Glass.
1. The Illusionist – 2:24
2. Do You Know Me – 2:48
3. Chance Encounter – 3:23
4. The Locket – 2:54
5. The Orange Tree – 1:47
6. The Mirror – 1:27
7. Wish I Would See You Again – 1:26
8. The Sword – 0:36
9. Meeting In The Carriage – 1:09
10. Sophie – 2:50
11. The Secret Plot – 2:53
12. Sophie's Ride To The Castle – 2:05
13. The Accident – 1:30
14. The New Theater – 1:39
15. Frankel Appears – 3:26
16. A Shout From The Crowd – 2:02
17. Eisenheim Disappears – 2:07
18. The Search – 3:00
19. The Missing Gem – 3:03
20. The Chase – 4:11
21. Life In The Mountains – 4:31